# Leptonycteris yerbabuenae
Leptonycteris yerbabuenae là một loài động vật có vú trong họ Dơi mũi lá, bộ Dơi. Loài này được Martínez & Villa-R mô tả năm 1940.

## Hình ảnh

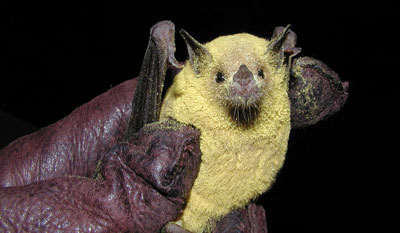
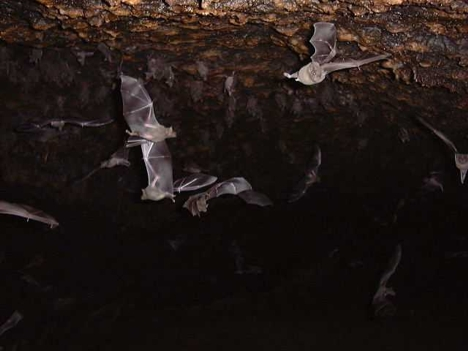
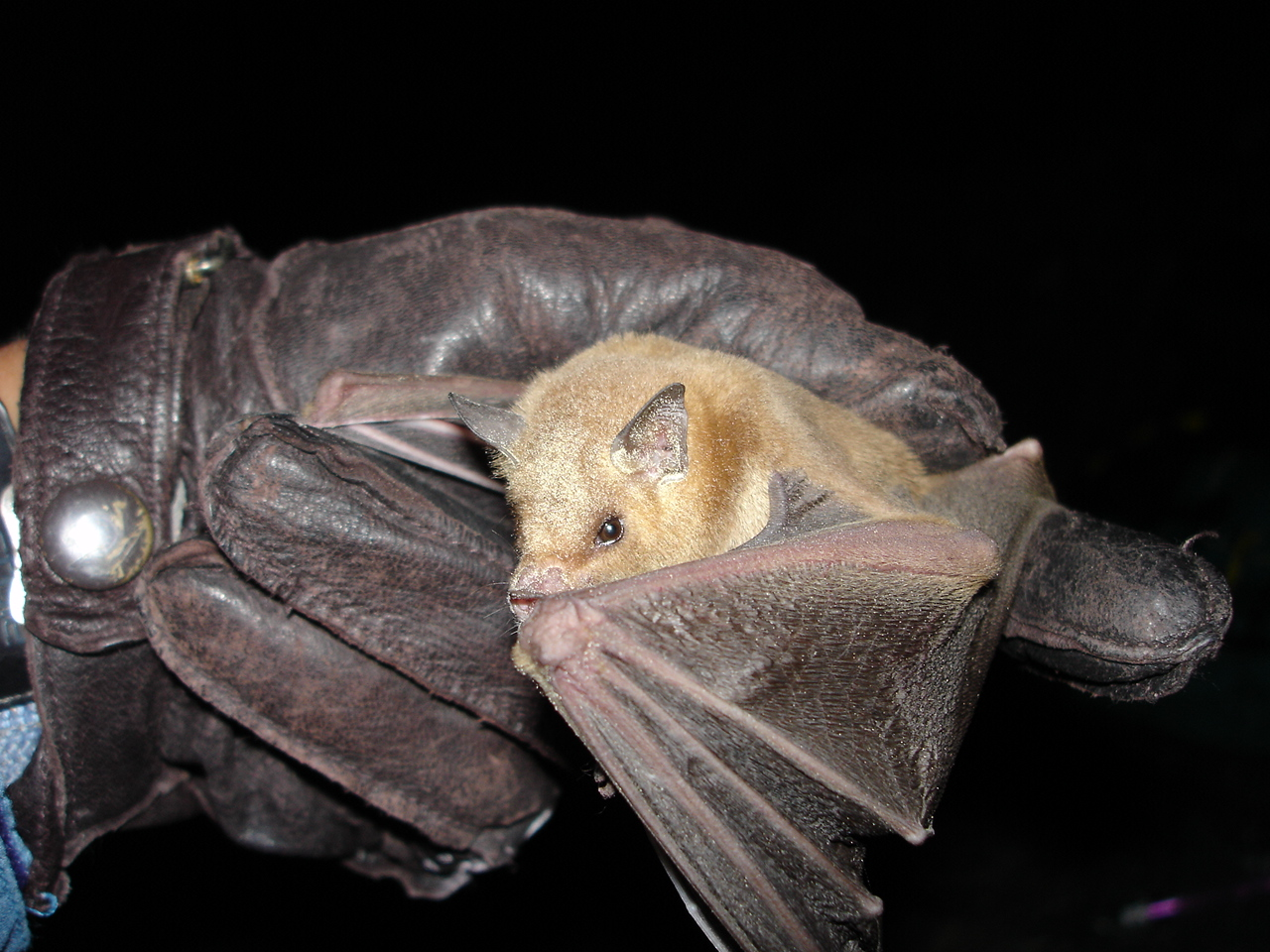